# Lepidotrigla omanensis
Lepidotrigla omanensis är en fiskart som beskrevs av Regan, 1905. Lepidotrigla omanensis ingår i släktet Lepidotrigla och familjen knotfiskar. IUCN kategoriserar arten globalt som livskraftig. Inga underarter finns listade i Catalogue of Life.